# Dalkeith House

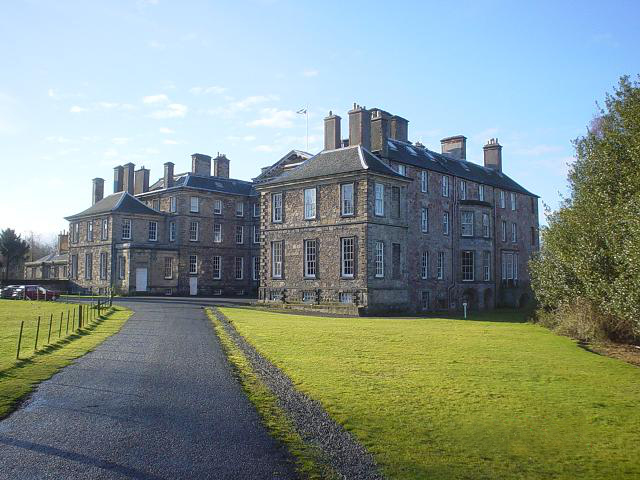
Dalkeith House

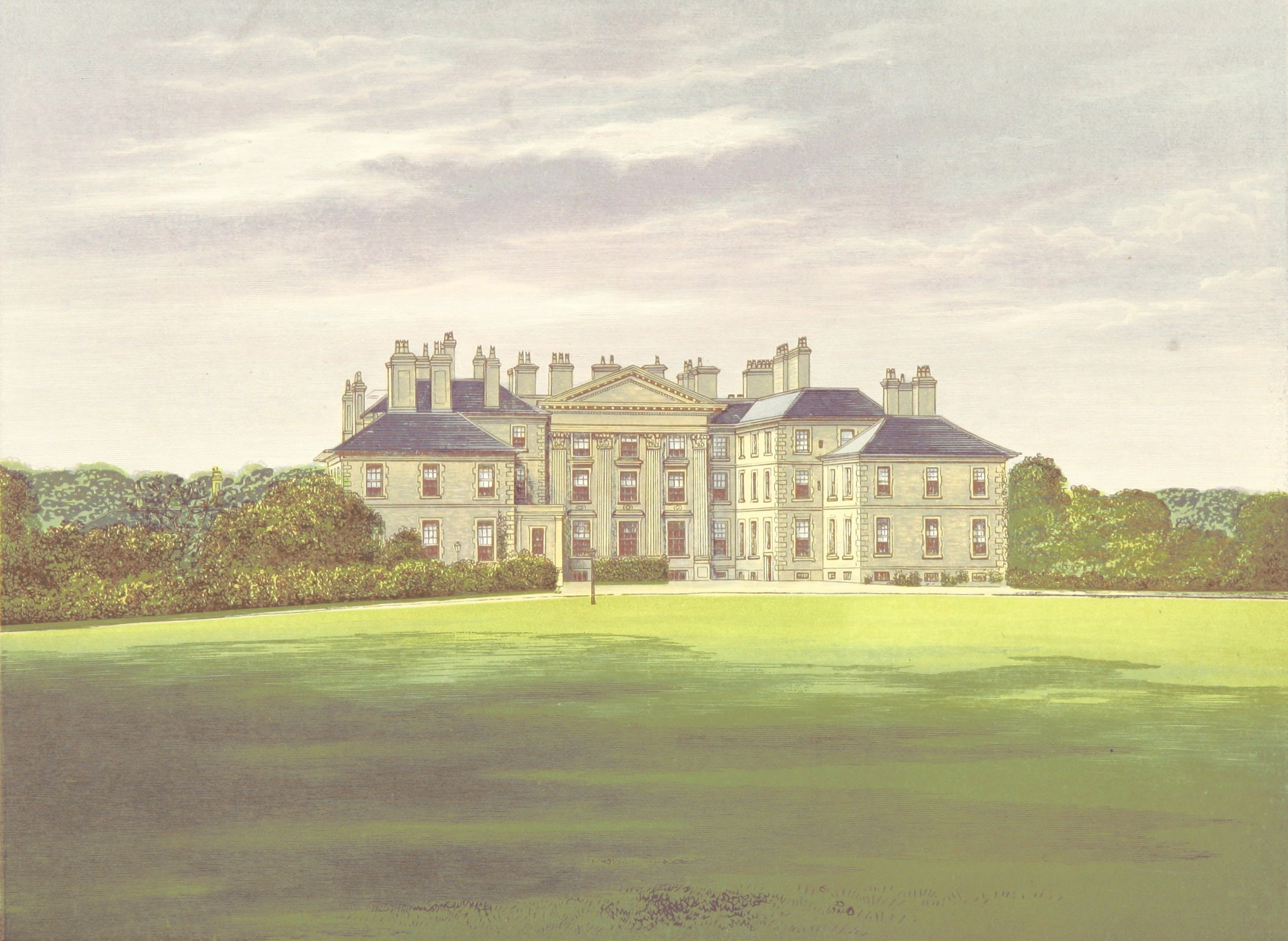
Dalkeith House (1880)

Dalkeith House, auch Dalkeith Palace, ist ein Schloss in der schottischen Stadt Dalkeith in der Council Area Midlothian. Bis zu Beginn des Ersten Weltkriegs war Dalkeith House der Sitz der Dukes of Buccleuch, denen es auch heute noch gehört.
1971 wurde das Bauwerk in die schottischen Denkmallisten in der höchsten Kategorie A aufgenommen. Des Weiteren sind verschiedene Außengebäude eigenständig als Denkmäler der Kategorien A, B oder C klassifiziert. Die Kategorie-A-Bauwerke sind zudem zu einem Denkmalensemble der Kategorie A zusammengefasst. Das Gesamtanwesen ist im schottischen Register für Landschaftsgärten verzeichnet. In vier von sechs Kategorien wurde das höchste Prädikat „herausragend“ verliehen.

## Geschichte

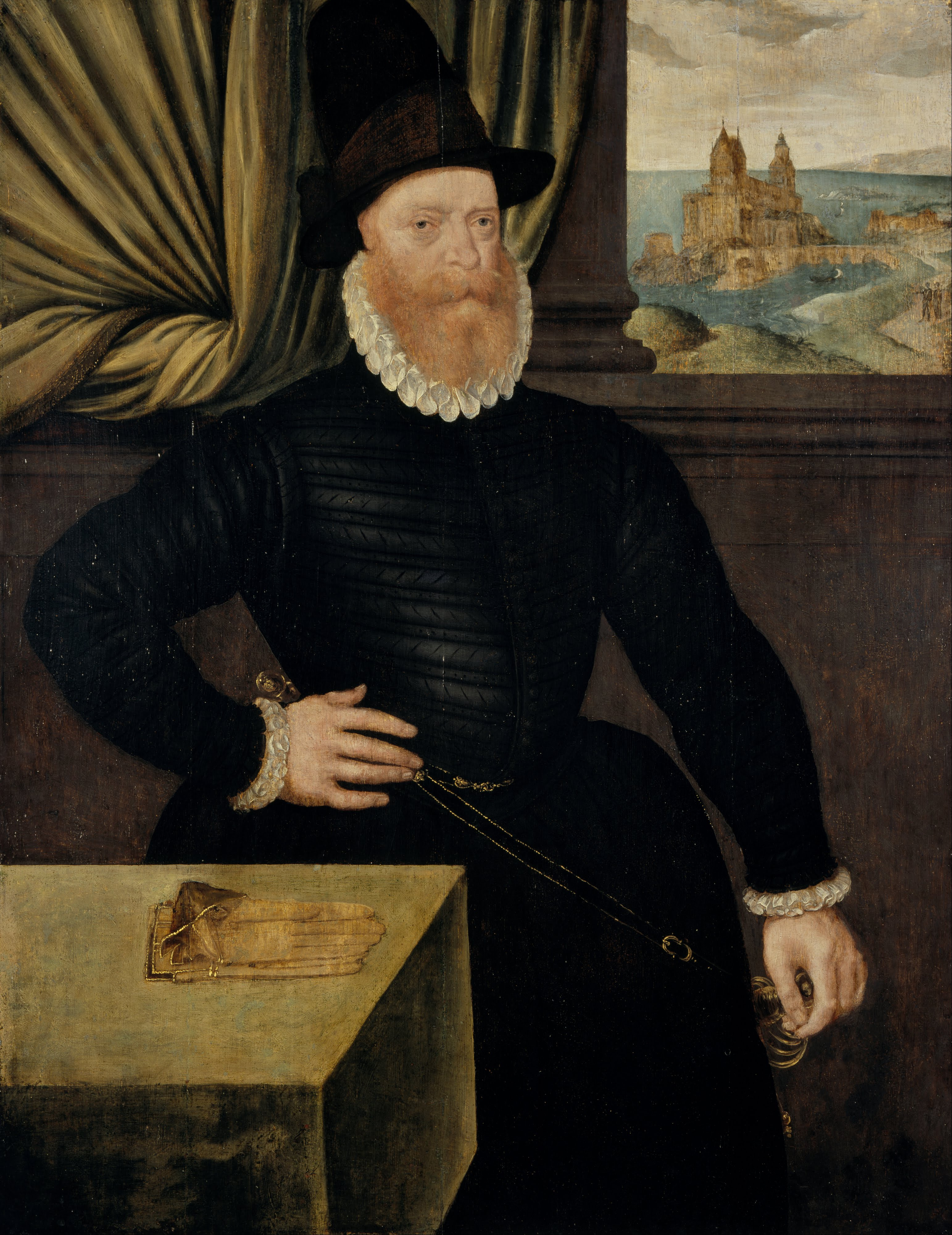
James Douglas, 4. Earl of Morton, Regent von Schottland

Die Ländereien von Dalkeith befanden sich ursprünglich im Besitz des Clans Graham. Zu diesem Zeitpunkt befand sich bereits eine Burg auf dem Gelände. Im frühen 14. Jahrhundert ging der Besitz an den Clan Douglas über. James Douglas, 1. Lord Dalkeith, fasste sie mit den Ländereien von Aberdour Castle zu einer Baronie zusammen. Er war der Schwiegersohn von König Robert III. Die Grablege der Douglas befand sich in der St Nicholas Church (Dalkeith).
Mitte des 15. Jahrhunderts wurde James Douglas zum ersten Earl of Morton ernannt. Nachdem Kardinal David Beaton nach dem Tode des schottischen Königs Jakob V. die Regentschaft für sich beanspruchte, wurde er gefangen genommen und auf Dalkeith Castle festgesetzt. Englische Truppen zerstörten die Burg im Jahre 1547.
James Douglas, 4. Earl of Morton, der von 1572 bis 1578 als Regent von Schottland amtierte, ließ an diesem Standort im Jahre 1575 eine neue Festung errichten. Da er hier seinen Regierungsgeschäften nachging, wurde das Haus seither auch Dalkeith Palace genannt. Er beendete den Bürgerkrieg mit den verbliebenen Anhängern von Maria Stuart. Deren Sohn, sein Mündel König Jakob VI. besuchte erstmals 1579, nach Erreichen seiner Volljährigkeit, das Schloss und hielt sich auch später noch öfter als Gast hier auf. Dennoch wurde der umstrittene Regent Morton 1581 hingerichtet, weil ihm eine Beteiligung an der Ermordung des Vaters des Königs, Henry Stewart, Lord Darnley, vorgeworfen wurde.
Die späteren Earls of Morton hofften, Dalkeith Castle an König Karl I. verkaufen zu können und ließen das bedeutende Bollwerk vor den Toren Edinburghs modernisieren. Der König zeigte jedoch kein Interesse. Francis Scott, 2. Earl of Buccleuch erwarb die Ländereien im Jahre 1642. Seine Nachfahrin Anne Scott, 4. Countess of Buccleuch wurde 1763 zur Duchess of Buccleuch ernannt. Sie heiratete James Scott, 1. Duke of Monmouth, einen unehelichen Sohn von König Karl II. Dieser löste durch die Beanspruchung des Throns anstelle seines Onkels Jakob II. die Monmouth Rebellion aus, in deren Folge er hingerichtet wurde. Seine Ehefrau lebte fortan in London. George Melville, 1. Earl of Melville verwaltete in dieser Zeit die Ländereien von Dalkeith. Erst im Jahre 1701 wandte sich die Herzogin wieder Dalkeith Castle zu. Sie beauftragte den schottischen Architekten James Smith mit der Umgestaltung des heutigen Schlosses nach dem Vorbild des niederländischen Barockschlosses Het Loo. Das L-förmige alte Dalkeith Castle wurde dabei ab 1703 als Kern in die Dreiflügelanlage integriert. Die Gesamtkosten beliefen sich auf 15.225 £.
Aus dem Jahre 1776 existiert ein weiterer Entwurf des Architekten James Craig zur Umgestaltung von Dalkeith House, welcher jedoch nicht umgesetzt wurde. Auch ein Entwurf von William Burn aus dem Jahre 1831 wurde verworfen. Zwischenzeitlich gastierte der britische König Georg IV. bei seinem einzigen Besuch in Schottland in Dalkeith House; er zog es dem heruntergekommenen Königspalast Holyrood Palace in Edinburgh vor, in dessen Obergeschossen pensionierte Staatsbeamte in Mietwohnungen lebten.
Dalkeith House blieb ein Wohnsitz der Herzöge von Buccleuch bis 1914. Seit den 1970er Jahren war es bis 1983 an eine Computerfirma vermietet. Seit 1985 ist Mieter die University of Wisconsin, die dort einen Auslandsstandort unterhält, etwa 60–80 Studenten leben und lernen während jeweils eines Semesters im Gebäude.

## Lage und Baugestalt

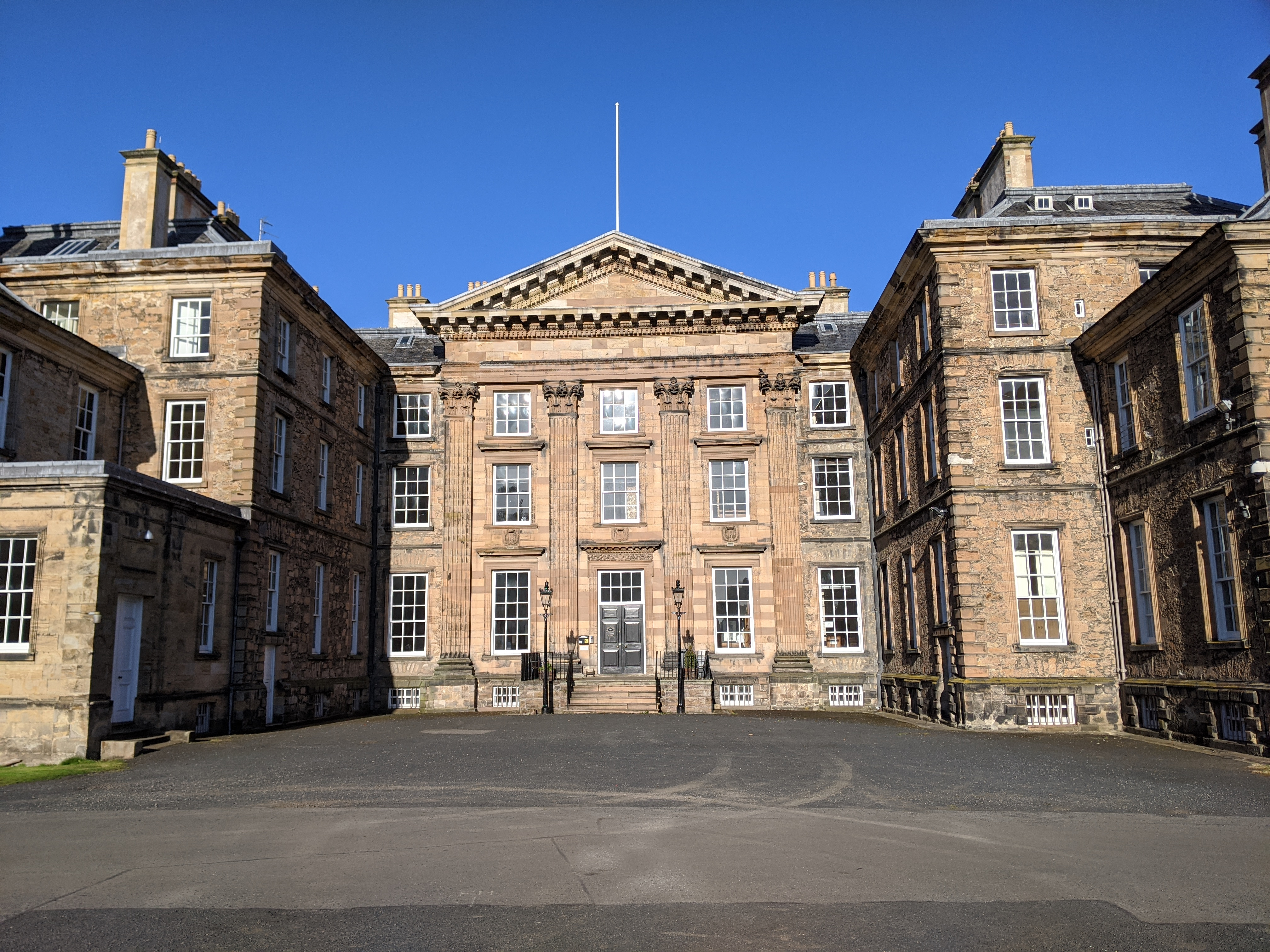
Der Ehrenhof

Das Schloss liegt am Südrand eines weitläufigen Grundstücks. Dieses beginnt am Nordrand Dalkeiths und erreicht im Norden beinahe die Stadt Musselburgh. Im Westen begrenzt die A720 das Anwesen, während die A1 und die A68 es durchqueren. Rund zwei Kilometer nördlich des Schlosses fließen South Esk und North Esk zum Esk zusammen, der fortan das Anwesen teilt.
Dalkeith House entstammt einem Entwurf des Architekten James Smith. Für eine spätere Überarbeitung und Ergänzung zeichnet James Playfair verantwortlich. Der dreistöckige Sandsteinbau weist grob einen U-förmigen Grundriss auf. Die südostexponierte Frontseite des klassizistischen Bauwerks dominiert ein Dreiecksgiebel mit kolossalen korinthischen Pilastern.

## Gewächshaus
Das Gewächshaus wurde nach einem Entwurf von William Burn zwischen 1832 und 1834 erbaut. Es liegt rund 500 m nordöstlich von Dalkeith House nahe dem Westufer des South Esk. Der symmetrische, zwölfeckige Bau ist im jakobinischen Stil gestaltet. Unterhalb des Bodens befindet sich ein Heizraum zur Temperierung des Gewächshauses. Es ist mit dorischen Säulen gestaltet, die ein Zeltdach tragen. Dieses war einst mit Glassegmenten eingedeckt. Unterhalb des Daches läuft ein reich ornamentierter Fries um. Ursprünglich schlossen Sprossenfenster den Innenraum ab. Das Gewächshaus ist als Einzeldenkmal der Kategorie A klassifiziert.

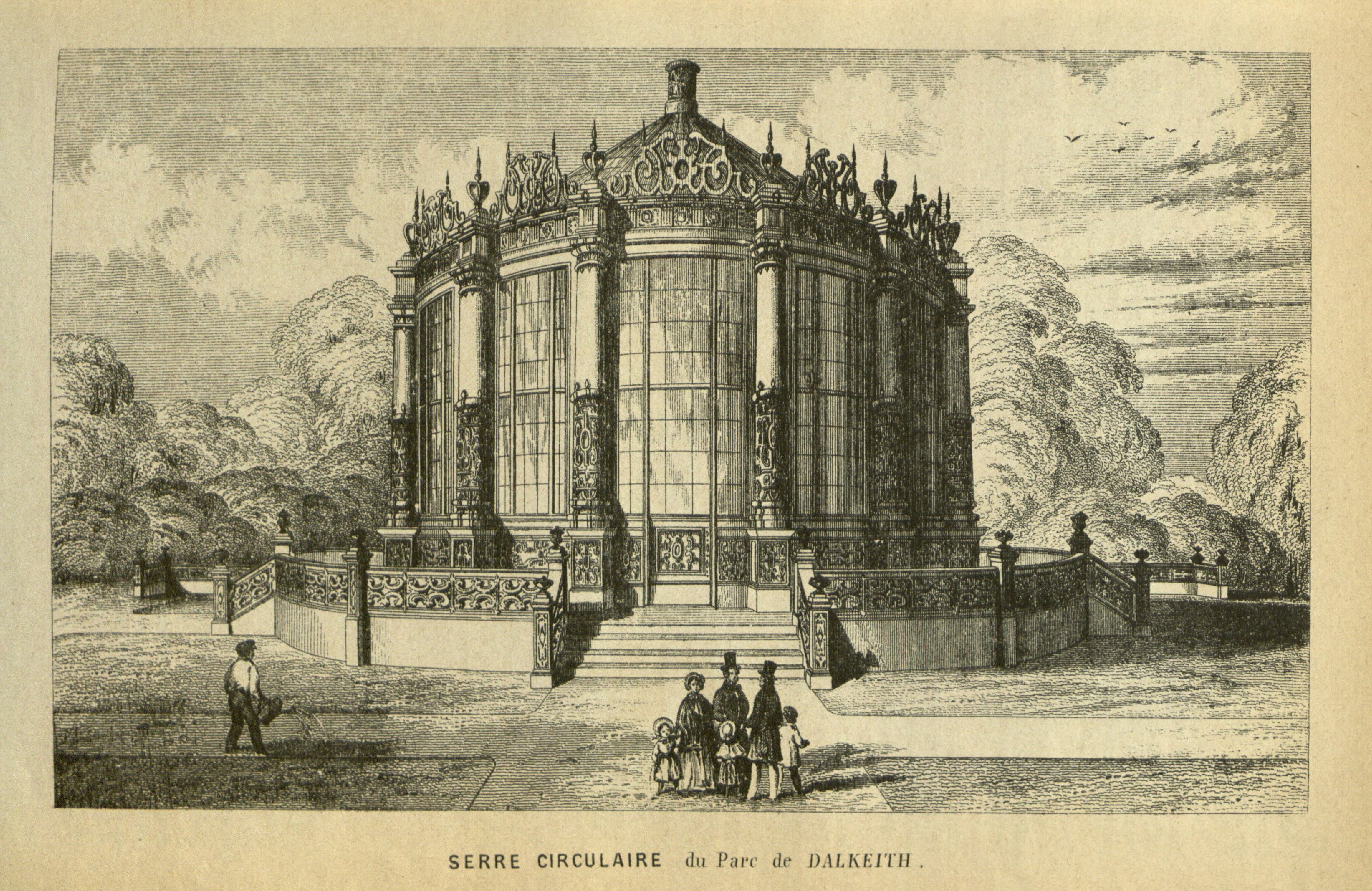
Historische Abbildung
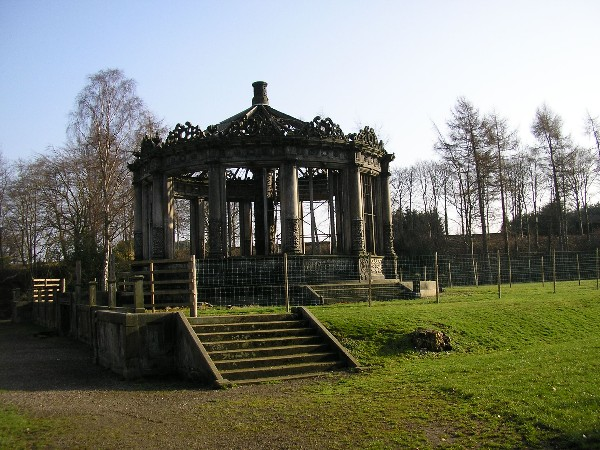
Heutiger Zustand

## Dark Walk
Der Dark Walk liegt am Südostrand des Anwesens nahe Dalkeith. Es handelt sich um ein aus dem 18. Jahrhundert stammendes Tor, das einst einen Zufahrtsweg zu Dalkeith House begrenzte. Das hohe, zweiflüglige Tor besteht aus Schmiedeeisen. Die Flügel sind an einer niedrigen Mauer eingehängt. Die Bruchsteinmauer schließt mit flachen Steinquadern ab und trug einst einen schmiedeeisernen Zaun. Seit 2008 ist der Dark Walk in das Register gefährdeter denkmalgeschützter Bauwerke in Schottland eingetragen. Sein Zustand wurde bei zwei Begehungen als sehr schlecht eingestuft bei gleichzeitig hoher Gefährdung. Die teils feinen Ornamente lösen sich und sind bereits teilweise verloren gegangen. Efeu und sonstige Vegetation überwuchern das Bauwerk. Der Dark Walk ist als Kategorie-A-Bauwerk eingestuft.

## King’s Gate

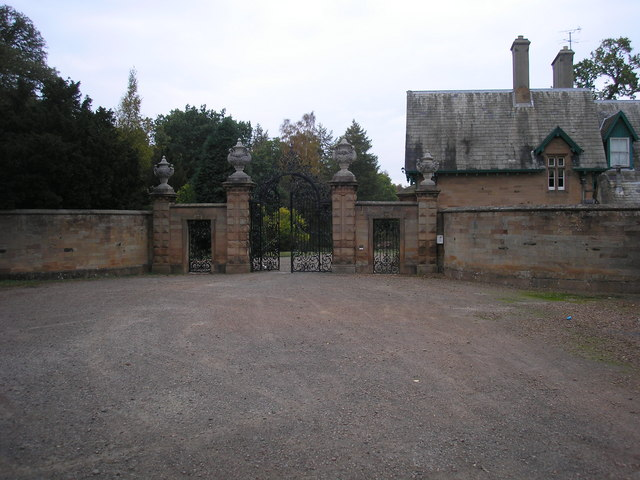
King’s Gate

Bei dem King’s Gate handelt es sich um ein Tor mit Lodge. Es ist an der Old Dalkeith Road rund 300 m nördlich von Dalkeith House an einem der Zufahrtswege gelegen. Das aus dem Jahre 1852 stammende Kategorie-A-Bauwerk wurde von William Burn und David Bryce gestaltet. Das reich ornamentierte zweiflüglige Tor besteht aus Schmiedeeisen und schließt mit einem Rundbogen. Es ist beidseitig an bossierten Pfeilern aufgehängt, welche das Tor überragen. Beidseitig flankieren kleinere Fußgängertore das Haupttor. Sie sind diesem stilistisch angepasst, schließen jedoch mit Architrav. Auf den vier Torpfosten sind Urnen mit floralen Motiven installiert. Die asymmetrische Lodge befindet sich an der Ostseite jenseits des Tores.

## Stallungen
Rund 450 m nordöstlich von Dalkeith House befinden sich die Stallungen. William Adam entwarf das im Jahre 1740 errichtete Gebäude. Die Stallungen weisen einen U-förmigen Grundriss auf und umschließen dabei einen Innenhof auf drei Seiten. Es handelt sich um einen Bruchsteinbau, der mit wenigen klassizistischen Details gestaltet ist. Verschiedene rundbögige Einfahrten sind mit Schlussstein und Blendpfeilern verziert. Die langgezogene Ostseite ist 14 Achsen weit. Die Dächer sind mit grauem Schiefer eingedeckt. In den schottischen Denkmallisten sind die Stallungen eigenständig als Denkmal der Kategorie A gelistet.

## Montagu Bridge

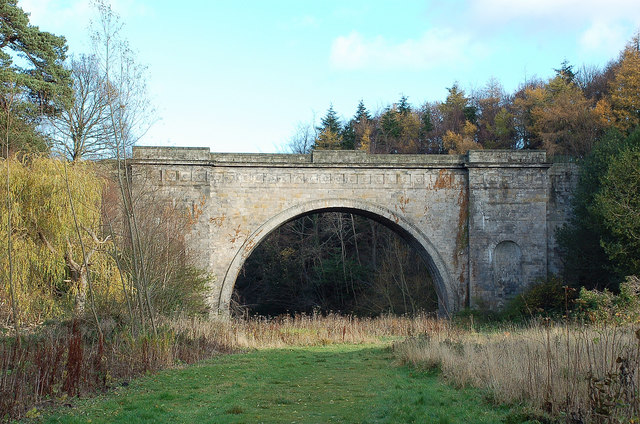
Montagu Bridge

Als sechstes Bauwerk auf dem Anwesen ist die Montagu Bridge als Bauwerk der Kategorie A klassifiziert. Das Bauwerk wurde im Jahre 1792 nach einem Entwurf von Robert Adam erbaut. Die Steinbogenbrücke überspannt den North Esk mit einem 21 m durchmessenden Halbkreisbogen. Das Schichtenmauerwerk ist mit tiefen Nischen und floralen Motiven gestaltet. Entlang der Brüstung zieht sich ein Fries mit einem runden Motiv in quadratischen Elementen. An der Ostseite befindet sich ein Durchgang mit Tonnengewölbe. Gusseiserne Geländer begrenzen die Auffahrten.

## Persönlichkeiten
- Mary Scott, 3. Countess of Buccleuch (1647–1661), schottische Adlige, hier geboren